# Brucepattersonius paradisus
Brucepattersonius paradisus là một loài động vật có vú trong họ Cricetidae, bộ Gặm nhấm. Loài này được Mares & Braun mô tả năm 2000.